# Alchemilla obconiciflora
Alchemilla obconiciflora är en rosväxtart som beskrevs av Sergei Vasilievich Juzepczuk. Alchemilla obconiciflora ingår i släktet daggkåpor, och familjen rosväxter. Inga underarter finns listade i Catalogue of Life.